# Herb gminy Biszcza
Herb gminy Biszcza – jeden z symboli gminy Biszcza, ustanowiony 28 grudnia 2011

## Wygląd i symbolika
Herb przedstawia na tarczy w polu czerwonym złote godło z herbu Jelita (Biszcza należała do rodu Zamojskich), a pod nim srebrną barć, nawiązującą do tradycji pszczelarskich. 